# Psoloptera leucosticta
Psoloptera leucosticta là một loài bướm đêm thuộc phân họ Arctiinae, họ Erebidae.